# Suur-Suomen Sotilaat
Suur-Suomen Sotilaat — панфинно-угорская ультраправая сепаратистская организация, ставящая своей целью "деколонизацию", "дерусификацию" и построение независимых финно-угорских государств в рамках ирредентистского проекта "Suur-Suomi" — "Великая Финляндия".
Проект является последователем Карельского Академического общества.
Впервые он был представлен на "форуме Построссии" в Гданьске в сентябре 2022 года. Предшественниками были действовавшая с 2015 года группа "Vapaa Kotimaa/Свободная Финно-угрия".
Движение ставит целью формирование союза финно-угорских народов в стиле Европейского союза, но с ориентацией на финноязычные народы, "дерусификацию" и "возврат к исходным идентичностям" через идентаристскую политику финно-угорских народов (принимая во внимание, что как минимум половина населения сегодняшней России — русифицированные и славянизированные финно-угры).

## История
История проекта началась в 2015 году с группы под названием "Vapaa Kotimaa/Свободная Финно-угрия"  (на данный момент заблокирована на территории РФ по решению генпрокуратуры). Впервые проект был представлен на Европейском форуме в Гданьске в сентябре 2022 г. . В День независимости Финляндии активистами Suur-Suomen Sotilaat, совместно с праворадикальными организациями Финляндии, Эстонии и Ирландии был сожжён флаг России  . Организация тесно сотрудничает с представителями таких ультраправых европейских организаций, как SISU, Uudenmaan akseli, Sinimusta Liike (The Blue-and-Black Movement) и ProKarelia. В настоящее время организация заявляет о наличии сторонников в регионах России среди карел, инкери, меря, эрзя, мокшан, коми, марийцев и удмуртов, а также среди поморов и чувашей.

## Цели и задачи
Целью проекта, согласно заявлению на его сайте, является «консолидация народов Финно-угорской группы в проект Большого Рода». Сам проект представляет собой проект создания финно-угорской интеллигенции и начала «III-ей волны ПанФинно-угризма» и, по своим заявлениям, ставит перед собой следующие задачи: "1. Возрождение самосознания на базе Финно-угорской идентичности (регионально это Карелы, Вепсы, Инкери, Эрзя, Мокша, Марийцы, Меря и пр. народы находящиеся на территории РФ)."
2. Создание интеллектуальной элиты – финно-угорской интеллигенции.
3. Образование культурных и социо-экономических связей с народами финно-угорской группы."

## Активизм
В сентябре 2022 года проект был официально представлен на Европейском форуме Постросии в городе Гданьск, Польша . В октябре 2022 года представители организации приняли участие на форуме эрзян . 28 мая 2023 г. была проведена совместная акция Suur-Suomen Sotilaat отделений (департаментов) Карелии, Ингрии, мерян и мокшан .